# Kraftwerk Amager
Das Kraftwerk Amager (dänisch Amagerværket) ist ein fossil und biogen befeuertes Heizkraftwerk auf der Insel Amager in der dänischen Hauptstadt Kopenhagen. Eigentümer ist das dänische Unternehmen HOFOR. Neben der Stromerzeugung dient das Kraftwerk der Fernwärmeversorgung Kopenhagens.

## Technik

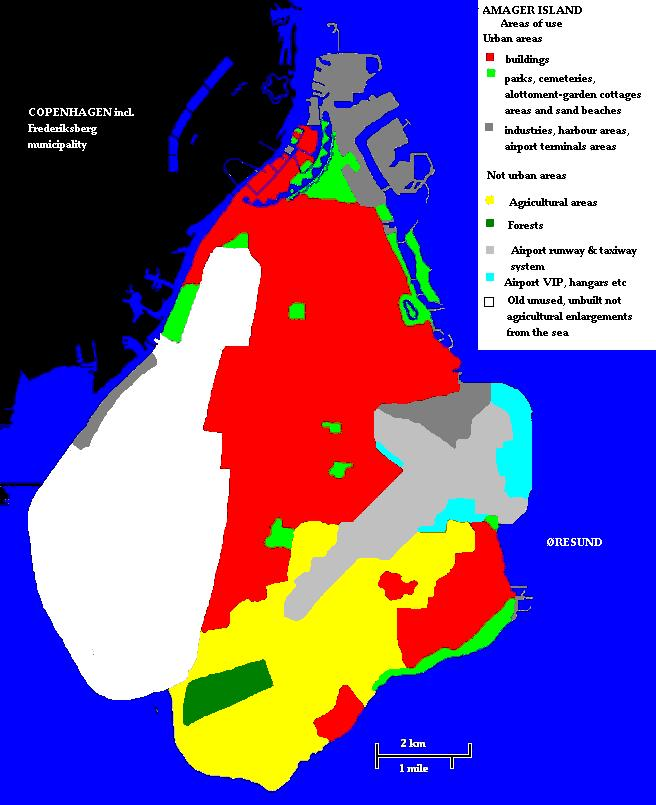
Karte der Insel Amager. Das Kraftwerk befindet sich in dem grau markierten Industrie- und Hafenbereich im nördlichen Teil der Insel.

Der Bau des Kraftwerks wurde in den 1960er Jahren begonnen. Von Anfang an lieferte das Kraftwerk auch Fernwärme. Das Kraftwerk wird mit Kohle und Biomasse befeuert, zusätzlich wird Öl zum Hochfahren des Kraftwerks verbrannt. Im Rahmen des sogenannten Kopenhagen-Plans, der unter anderem bis zum Jahr 2025 eine CO2-neutrale Wärmeversorgung der Stadt Kopenhagen erreichen will, soll das Kraftwerk komplett auf Biomassefeuerung umgestellt werden. Im Jahr 2012 produzierte das Kraftwerk 1.260 GWh elektrische Energie sowie 2.160 GWh thermische Energie für die Fernwärmeversorgung. Dazu wurden im Kraftwerk im gleichen Jahr 9.951 TJ Kohle, 5.332 TJ Holz und ähnliches, 622 TJ Stroh und 420 TJ Öl verbrannt.

### Kraftwerksblöcke
| Block | Brennstoff       | Bruttoleistung | Nettoleistung | Fernwärmeleistung | Inbetriebnahme | Stilllegung | Quellen                 |
| ----- | ---------------- | -------------- | ------------- | ----------------- | -------------- | ----------- | ----------------------- |
| 1     | Holzpellets      | 80 MW          | 69 MW         | 250 MW            | 1971           |             | [ 1 ]                   |
| 2     | Mineralöl        | 95 MW          | ?             | 166 MW            | 1972           | ?           | [ 2 ] [ 8 ] [ 9 ]       |
| 3     | Kohle, Mineralöl | 263 MW         | 250 MW        | 332 MW            | 1989           | 2020        | [ 1 ] [ 2 ] [ 8 ] [ 9 ] |
| 4     | Hackschnitzel    | 550 MW         | 150 MW        | 400 MW            | 2020           |             | [ 1 ]                   |

#### Block 1
Der erste Block des Kraftwerks wurde 1971 in Betrieb genommen und zunächst mit Kohle befeuert. Rahmen des Kopenhagen-Plans wurde das der Block 1 im Jahr 2004 stillgelegt und einem umfassenden Retrofit unterzogen. Im Zuge dieser Modernisierungsmaßnahmen wurde eine neue Turbinenanlage sowie ein neuer Dampfkessel, der mit Kohle, Mineralöl und Biomasse befeuert werden kann, sowie neue Anlagen zur Rauchgasreinigung installiert. Die neue Dampfturbine ist eine Gegendruckturbine und wurde von Doosan Škoda Power gebaut. Der neue Kessel ist ein Bensonkessel mit zwölf Brennern, hergestellt von Burmeister & Wain Energy. Ursprünglich sollte der Umbau 2008 abgeschlossen sein, verzögerte sich aber.
Der ursprünglich mit Kohle befeuerte Block 1 (AMV1) erhielt aber 2010 neue Kessel- und Turbinenanlagen, neue Umweltausrüstungen und einen neuen Schornstein und wird heute ausschließlich mit Holzpellets befeuert. Jährlich werden dort etwa 250.000 Tonnen Holzpellets als nachhaltige Biomasse verfeuert. Die Leistung von AMV1 beträgt damit derzeit (Stand: 02/2021) 250 mJ/s und 68 MW Strom.

#### Block 2
Der zweite Block des Kraftwerks wurde 1972 in Betrieb genommen, ist aber mittlerweile stillgelegt. Zur Erzeugung des Dampfs mit einem Druck zwischen 90 bar bis 110 bar und einer Temperatur wurden bei Volllast 30 t Öl oder 60 t Strohpellets benötigt.
Block 2 (AMV2) ist nicht mehr in Betrieb.

#### Block 3
Der dritte Block des Kraftwerks mit einer elektrischen Nettoleistung von 250 MW und einer Fernwärmeleistung von 332 MW wurde 1989 in Betrieb genommen. Zum Betrieb dieses Kraftwerkblocks werden bei Volllast stündlich 88 t Kohle oder 53 t Öl verbrannt. Der erzeugte Dampf mit einem Druck von 250 bar und einer Temperatur von 545 °C treibt die Turbine an.
Im Jahr 2012 wurde beschlossen, den Block 3 – wie bereits beim Block 1 erfolgt – bis zum Jahr 2016[veraltet] auf Biomassefeuerung umzurüsten.
Mit Inbetriebnahme des Blocks 4 (AMV4) wurde Block 3 (AMV3) im Jahr 2020 geschlossen.

#### Block 4
Im Frühjahr 2020 wurde das neue Biomassekraftwerk AMV4 (Arbeitstitel: BIO4) eröffnet, in dem jährlich etwa 1,2 Millionen Tonnen Holzspäne und Hackschnitzel verbrannt werden. Mit der Inbetriebnahme von AMV4 konnte der bisher mit Kohle betriebene Block 3 (AMV3) geschlossen werden. Mit diesem Schritt gehört der Einsatz von Kohle zur Wärmeversorgung in Kopenhagen der Vergangenheit an.
Der Betrieb dieser Anlage ist Teil des Ziels der Stadt Kopenhagen, bis 2025 die erste klimaneutrale Stadt zu sein. Der Vorteil von nachhaltiger Biomasse gegenüber Kohle ist, dass die CO₂-Belastung um 80 bis 95 Prozent geringer ist, selbst wenn man den CO₂-Ausstoß für den Transport und alles weiteren Schritte zur Verwendung der Biomasse einberechnet.
Die Leistung von AMV4 beträgt 250 MJ/s Wärme und 150 MW Strom. Der Block kann eine Wärme von bis 550 MJ/s produzieren, allerdings wird dann weniger Strom produziert (Stand: 02/2021).
Für die Gestaltung der Fassade von AMV4, die von der Kopenhagener Innenstadt aus gut sichtbar ist, wurde 2015 ein Gestaltungswettbewerb ausgelobt, den Gottlieb Paludan Architects aus Kopenhagen für sich entscheiden konnten. Ihr Entwurf sah von Beginn an eine Illuminierung bei Dunkelheit vor, weswegen die Lichtplaner und Lichtplanerinnen von Speirs Major aus London bald in den Planungsprozess einbezogen wurden. Ihre Entwurfsidee sieht das Vorhängen von rund 8.500 Baumstämmen (Eucalyptus coloeziana) vor, wodurch eine Art Waldfassade um den Kraftwerksbau entsteht. Diese Materialwahl ist auch eine Referenz auf die Funktionen im Gebäudeinneren und damit auf die Bedeutung von Holz für die Stadt. Eine öffentliche Treppe führt durch die sechs Meter tiefe Holzstammfassade von einem Parkplatz vor dem Gebäude zu einer Aussichtsplattform auf dem Dach, wo ein Hain abermals an die Herkunft des verwendeten Brennstoffs erinnert. Bei Dunkelheit wird die Baustammfassade von insgesamt 49 Projektoren beleuchtet, die im Abstand von 25 m zum Gebäude auf Montagepfosten angebracht sind. Diese LED-Theaterleuchten enthalten eine Kombination aus Filtern, Linsen, Gobos und motorisierten Animationsscheiben und werfen ein exakt ausgeklügeltes Lichtspiel auf die Hölzer. Dadurch entsteht ein poetisches Schimmern, ein Licht- und Schattenmuster in ständig wechselnder Geschwindigkeit, Schärfe und Intensität. Die gesamte Fassadenbeleuchtung benötigt eine Leistung von lediglich 7 kW.

### Netzanbindung

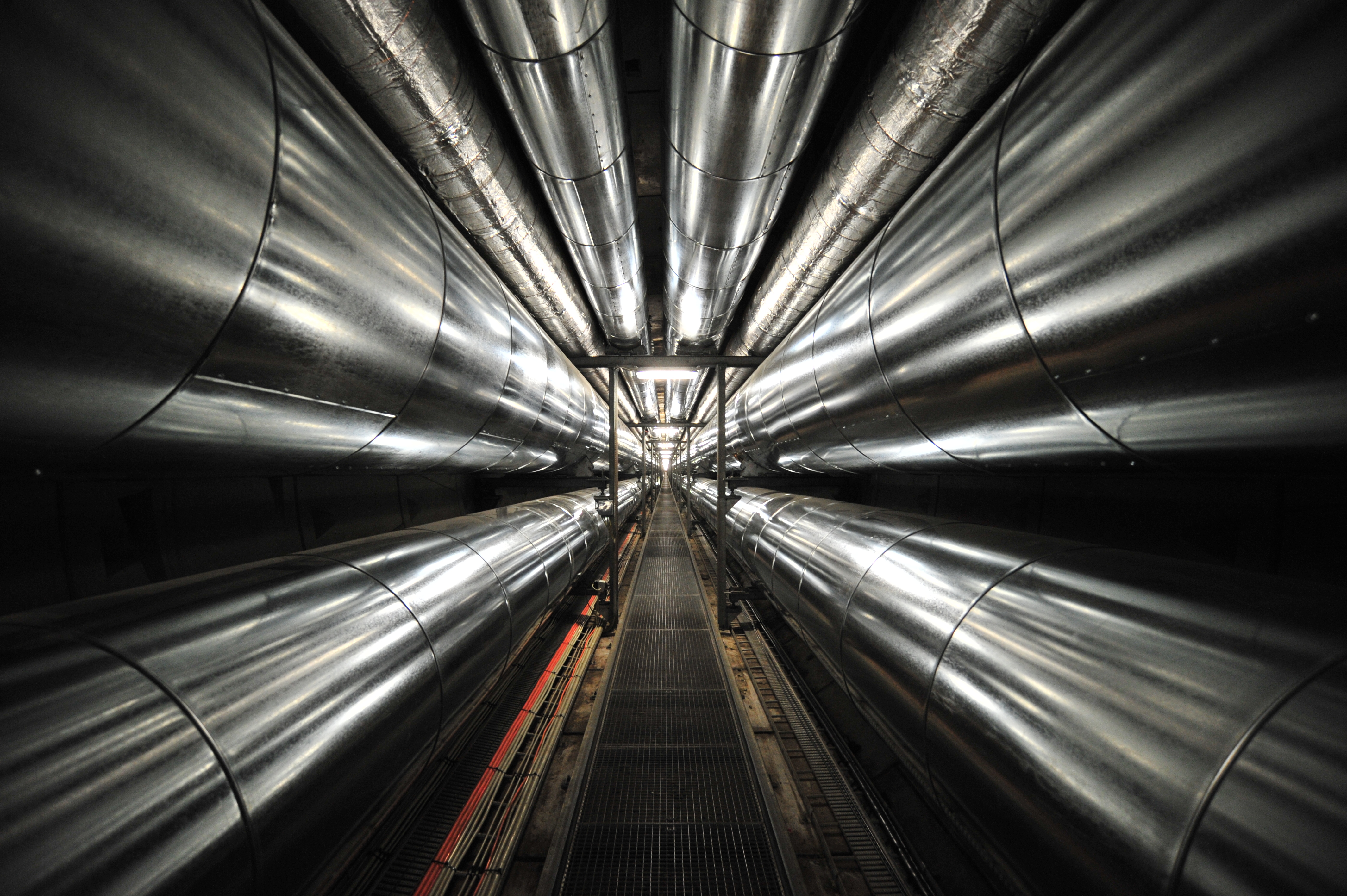
Tunnel zwischen dem Rigshospitalet (Universitätsklinikum) in Kopenhagen und dem Kraftwerk. Die Rohre transportieren Warmwasser und Dampf in die Stadt.

Im Rahmen des Kopenhagen-Plans wurde ein 4 km langer Tunnel mit einem Durchmesser von 4 m bis in das Zentrum von Kopenhagen errichtet, in dem die Fernwärmeleitungen, die die im Kraftwerk erzeugte Wärme zu den Nutzern transportiert.

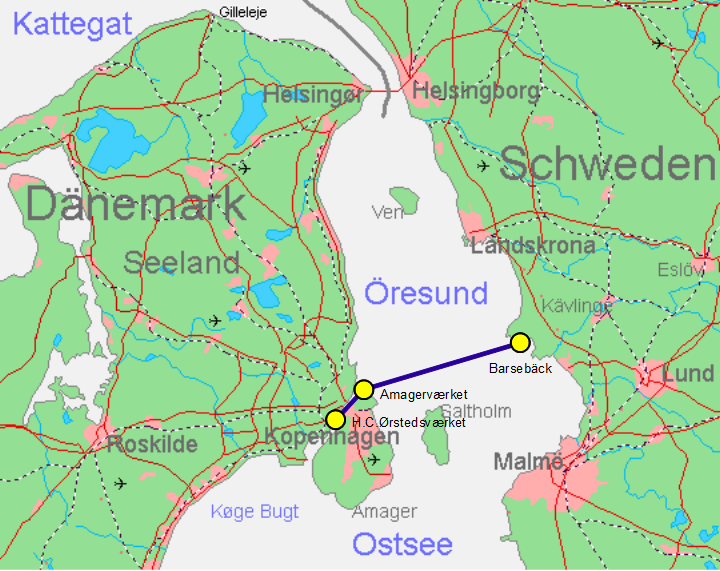
Geplantes 400-kV-Kabel vom Kraftwerk H.C.Ørsted über das Kraftwerk Amager zum stillgelegten Kernkraftwerk Barsebäck

Bisher ist das Amagerværket über Hochspannungskabel an das 132-kV-Netz angeschlossen. Zusätzlich plant der dänische Übertragungsnetzbetreiber Energinet.dk eine 400-kV-Kabelverbindung vom Kraftwerk H.C.Ørsted (H.C.Ørstedsværket) zum Kraftwerk Amager. Von dort aus soll die Verbindung (in Kooperation mit dem schwedischen Stromnetzbetreiber Svenska kraftnät) als Seekabel weiter durch den Öresund zum Netzknoten am stillgelegten schwedischen Kernkraftwerk Barsebäck (Barsebäcks kärnkraftverk) geführt werden.

## Eigentümerwechsel
Das Amagerværket wurde ursprünglich von Copenhagen Energy errichtet und betrieben. Im Jahr 2000 wurden alle Erzeugungseinrichtungen an das Unternehmen ENERGI E2 verkauft, das den Auftrag hatte alle Kraftwerke und Blockheizkraftwerke auf Seeland zu betreiben. Im Jahr 2006 wiederum wurde das Amagerværket zusammen mit dem Kraftwerk Nordjylland, dem Kraftwerk Fyn, zwei Blockheizkraftwerken in Hillerød und Helsingør, sowie den meisten Onshore- und Offshore-Windkraftanlagen des Unternehmens Elsam an Vattenfall verkauft.
Anfang 2012 hatte Vattenfall noch beteuert, alle Kraftwerke in Dänemark behalten zu wollen. Im Juli 2013 verkündete Vattenfall, das Kraftwerk an die Stadtwerkeunternehmen HOFOR zu verkaufen. Als Kaufpreis wurden 2 Milliarden Dänische Kronen (DKK) (entsprechend 268 Millionen Euro) genannt, wobei 415 Millionen DKK auf den Wert des Kraftwerks selbst und der Rest auf mit dem Kraftwerk verbundene Verbindlichkeiten entfallen. Seit dem 1. Januar 2014 ist das Kraftwerk im Eigentum von HOFOR.

## Sonstiges
Im Vorfeld der UN-Klimakonferenz in Kopenhagen versuchten im September 2009 Demonstranten (nach Polizeiangaben 1500), das Kraftwerk zu besetzen, um ihren Forderungen nach ambitionierteren Klimaschutzmaßnahmen zu unterstreichen. Die Demonstranten planten, das Kraftwerk stilllegen, indem sie sich an die Förderbänder ketten wollten, wurden aber von der Polizei aufgehalten.